# Joshua Project
Joshua Project (trước đây là một phần của AD2000) là một tổ chức tìm cách làm nổi bật các nhóm sắc tộc trên thế giới với những người theo Cơ Đốc giáo Tin Lành . 
Dự án Joshua duy trì cơ sở dữ liệu dân tộc học để hỗ trợ các sứ mệnh của Cơ đốc giáo, và có trụ sở tại Colorado Springs, Hoa Kỳ. Dự án bắt đầu vào năm 1995 trong "AD2000" cũ và "Beyond Movement". Từ năm 2001 đến năm 2005, dự án Joshua vào những thời điểm khác nhau liên kết không chính thức với "dự án Caleb", ICTA và "World Help". Năm 2006, Dự án Joshua đã chính thức trở thành một phần của Trung tâm Sứ mệnh Thế giới Hoa Kỳ (U.S. Center for World Mission), nay được gọi là Venture Center đặt tại Pasadena, California .

## Cơ sở dữ liệu
Tập trung vào vấn đề sắc tộc, dự án duy trì một cơ sở dữ liệu về "những nhóm dân tộc chưa được tiếp cận", được liệt kê theo quốc gia và ngôn ngữ. Đến năm 2010 dự án đã liệt kê 9803 nhóm sắc tộc. Liệt kê dân tộc theo quốc gia thì có tổng cộng 16.350 dân tộc, bao gồm các dân tộc thiểu số ở mỗi quốc gia trong 236 quốc gia, trong đó có 6.642 được xếp loại là "nhóm dân tộc chưa được tiếp cận". Các nhóm dân tộc được sắp xếp trong 251 cụm dân tộc, sau đó được chia thành 16 nhóm "Khối liên quan" gồm Thế giới Ả Rập, Đông Á, Âu Á, Sừng châu Phi-Cushit, Iran-Trung Á, Do Thái, Mỹ Latinh-Caribê, Malay, Bắc Mỹ, Thái Bình Dương, Nam Á, Đông Nam Á, châu Phi hạ Sahara, Tây Tạng / Hymalaya, Thổ Nhĩ Kỳ và "không phân loại"). Mỗi dân tộc liệt kê được xác định là nói ít nhất một trong số 6.510 ngôn ngữ của thế giới .
Châu Phi hạ Sahara

## Phê phán
Dự án Joshua, giống như SIL International, đã bị Chad M. Bauman phê phán vì nó có thể góp phần vào cơn cuồng chống Cơ đốc và bạo lực của các nhóm người đang chống lại các nỗ lực của Cơ đốc giáo phương Tây để truyền giáo Phúc âm cho họ .